# Desa Randuagung (administrativ by i Indonesien, Jawa Timur, lat -7,16, long 112,62)
Desa Randuagung är en administrativ by i Indonesien.   Den ligger i provinsen Jawa Timur, i den västra delen av landet, 600 km öster om huvudstaden Jakarta.